# Dixie (Lied)

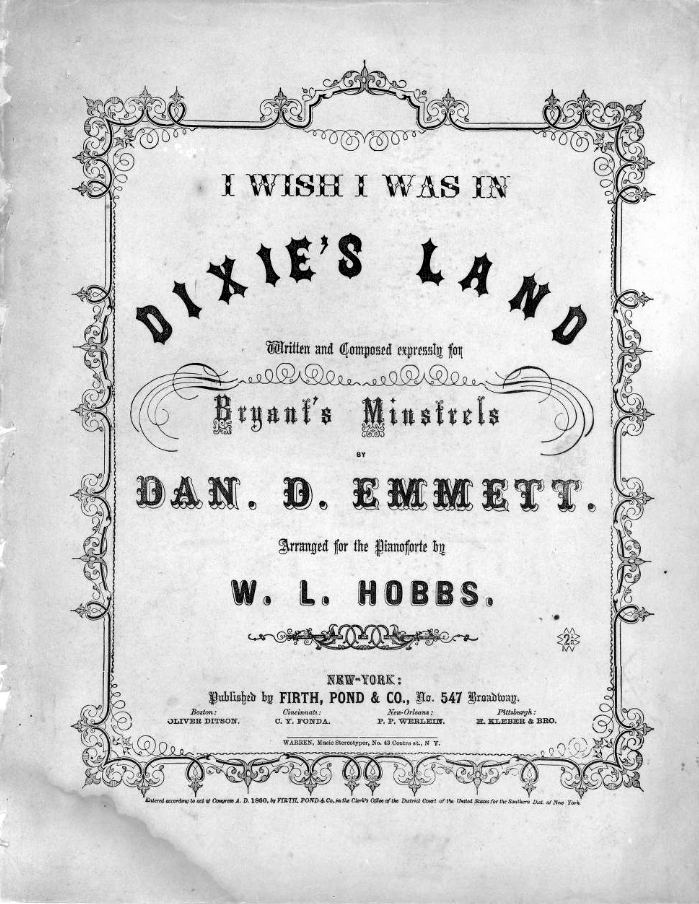
I Wish I Was in Dixie

Dixie, auch I Wish I Was in Dixie oder Dixie’s Land ist ein amerikanischer Folksong. Das Stück mit eingängiger Melodie wurde von dem aus Ohio stammenden Daniel Decatur Emmett in New York City als „Walkaround“ für die populären Blackface Minstrelsys geschrieben und 1859 veröffentlicht. Das Lied war im Amerikanischen Bürgerkrieg von 1861 bis 1865 bei der Konföderiertenarmee sehr beliebt – als Dixieland werden die Südstaaten der USA bezeichnet.

## Entstehung
Daniel Decatur Emmet, der von 1815 bis 1904 lebte, verkaufte den Song für 300 US-Dollar an seinen Verleger. Der ursprüngliche Text ist in einem übertriebenen afroamerikanischen Englisch gehalten und beschreibt das Heimweh eines freigelassenen Sklaven, der auf seine Plantage in den Süden zurückkehren will. Emmett selbst gab mehrmals an, Dixie von einem ungenannten Schwarzen übernommen zu haben, und es wurde unter anderem der schwarzen Snowden Family Band aus Mount Vernon (Ohio) zugeschrieben. 1976 wurde seitens der schwarzen American Legion auf dem Grab von Ben und Lew Snowden eine Gedenkplakette hinzugefügt, die mit „They Taught ‚Dixie‘ to Dan Emmett“ (Sie brachten Dan Emmett Dixie bei) deren Autorenschaft behauptet.

## Verwendung und Varianten
1861 wurde Dixie bei der Amtseinführung des Südstaaten-Präsidenten Jefferson Davis gespielt. Es erschienen kurz darauf Versionen mit veränderten Texten. Der Song wurde im Amerikanischen Bürgerkrieg von 1861 bis 1865 zunächst bei den Konföderierten beliebt und zu deren inoffiziellen Hymne, aber auch in verschiedenen Varianten in den Nordstaaten aufgenommen. Auch in New Orleans wurde es sehr beliebt, da es dort in einem Theaterstück Verwendung fand. Von dort aus verbreiteten Soldaten den Song bis an die Front. Dort diente er mit einem geänderten Text als Kampflied (Dixie War Song) zur Stärkung der Truppenmoral.
Bis heute symbolisiert das Stück den alten Süden der Vereinigten Staaten, das Dixieland mit seinen kulturellen und kulinarischen Reichtümern, aber auch seinen problematischen Seiten, insbesondere der Sklaverei. Kritiker dieser Interpretation verweisen darauf, dass Dixie eines der Lieblingslieder Abraham Lincolns gewesen sei, der es beispielsweise bei Wahlveranstaltungen oder bei der Kapitulation Robert E. Lees spielen ließ.
Das von Mickey Newbury arrangierte Medley An American Trilogy besteht neben All My Trials und The Battle Hymn of the Republic auch aus Dixie. An American Trilogy wurde unter anderem von Elvis Presley aufgenommen.

## Urversion
I wish I was in de land of cotton,

Old times they are not forgotten;

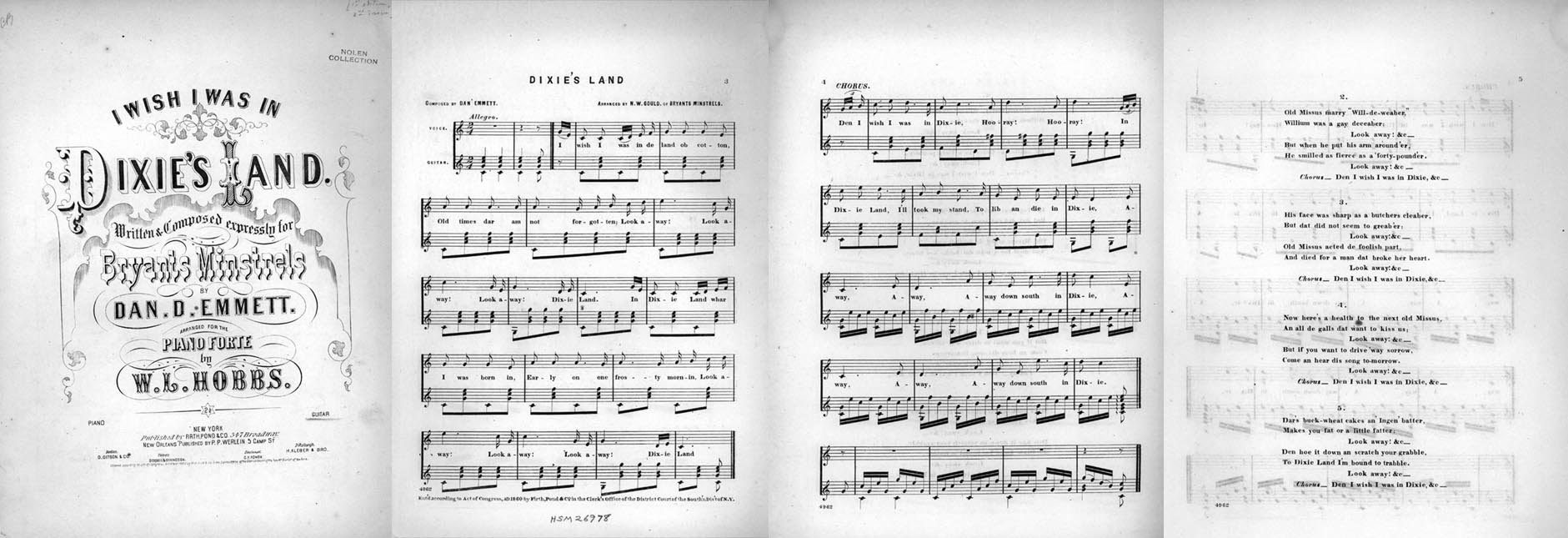
Partitur

Look away! Look away! Look away! Dixie Land.

In Dixie Land where I was born in,

Early on one frosty mornin,

Look away! Look away! Look away! Dixie Land.

Oh I wish I was in Dixie, Hooray! Hooray!

In Dixie Land, I’ll take my stand,

To live and die in Dixie,

Away, Away, Away down south in Dixie,

Away, Away, Away down south in Dixie.

Old Missus marry Will, the weaver,

William was a gay deceiver;

Look away! Look away! Look away! Dixie Land.

But when he put his arm around’er,

He smiled as fierce as a forty-pound’er,

Look away! Look away! Look away! Dixie Land.

Oh I wish…

His face was sharp as a butchers cleaver,

But that did not seem to grieve her;

Look away! Look away! Look away! Dixie Land.

Old Missus acted de foolish part,

And died for a man that broke her heart.

Look away! Look away! Look away! Dixie Land.

Oh I wish…

Now here’s a health to the next old Missus,

And all the gals that want to kiss us;

Look away! Look away! Look away! Dixie Land.

But if you want to drive ’way sorrow,

Come an hear this song to-morrow.

Look away! Look away! Look away! Dixie Land.

Oh I wish…

Dars buckwheat cakes an’ ingen batter,

Makes you fat or a little fatter;

Look away! Look away! Look away! Dixie Land.

Den hoe it down and scratch your grabble,

To Dixie land I’m bound to travel.

Look away! Look away! Look away! Dixie Land.